# Тігірменево
Тігірме́нево (рос. Тигирменево, башк. Тигермән) — присілок у складі Мішкинського району Башкортостану, Росія. Входить до складу Баймурзинської сільської ради.
Населення — 241 особа (2010; 257 у 2002).
Національний склад:
- марійці — 100 %